# Lista de países por penetração de smartphones
Esta é uma lista de países por penetração de smartphones que exibe a percentagem da população que possui smartphone.

## Classificação de 2015
A lista a seguir foi feita com base em um levantamento do Pew Research Center que entrevistou 45.435 pessoas de 40 países entre os dias 25 e 27 de março de 2015.
| Posição | País           | % da população que possui smartphone | Tamanho relativo |
| ------- | -------------- | ------------------------------------ | ---------------- |
| 1       | Coreia do Sul  | 88                                   | 88               |
| 2       | Austrália      | 77                                   | 77               |
| 3       | Israel         | 74                                   | 74               |
| 4       | Estados Unidos | 72                                   | 72               |
| 5       | Espanha        | 71                                   | 71               |
| 6       | Reino Unido    | 68                                   | 68               |
| 7       | Canadá         | 67                                   | 67               |
| 8       | Chile          | 65                                   | 65               |
| 9       | Malásia        | 65                                   | 65               |
| 10      | Alemanha       | 60                                   | 60               |
| 11      | Itália         | 60                                   | 60               |
| 12      | Turquia        | 59                                   | 59               |
| 13      | China          | 58                                   | 58               |
| 14      | Palestina      | 57                                   | 57               |
| 15      | Líbano         | 52                                   | 52               |
| 16      | Jordânia       | 51                                   | 51               |
| 17      | França         | 49                                   | 49               |
| 18      | Argentina      | 48                                   | 48               |
| 19      | Rússia         | 45                                   | 45               |
| 20      | Venezuela      | 45                                   | 45               |
| 21      | Polónia        | 41                                   | 41               |
| 22      | Brasil         | 41                                   | 41               |
| 23      | Japão          | 39                                   | 39               |
| 24      | África do Sul  | 37                                   | 37               |
| 25      | México         | 35                                   | 35               |
| 26      | Vietname       | 35                                   | 35               |
| 27      | Nigéria        | 28                                   | 28               |
| 28      | Ucrânia        | 27                                   | 27               |
| 29      | Quénia         | 26                                   | 26               |
| 30      | Peru           | 25                                   | 25               |
| 31      | Filipinas      | 22                                   | 22               |
| 32      | Indonésia      | 21                                   | 21               |
| 33      | Gana           | 21                                   | 21               |
| 34      | Senegal        | 19                                   | 19               |
| 35      | Índia          | 17                                   | 17               |
| 36      | Burquina Fasso | 14                                   | 14               |
| 37      | Tanzânia       | 11                                   | 11               |
| 38      | Paquistão      | 11                                   | 11               |
| 39      | Uganda         | 4                                    | 4                |
| 40      | Etiópia        | 4                                    | 4                |

## Classificação de 2013
A lista a seguir foi mensurada em 2013 pelo Our Mobile Planet do Google.
| Posição | País/Território        | Penetração |
| ------- | ---------------------- | ---------- |
| 1       | Emirados Árabes Unidos | 73.8%      |
| 2       | Coreia do Sul          | 73.0%      |
| 3       | Arábia Saudita         | 72.8%      |
| 4       | Singapura              | 71.7%      |
| 5       | Noruega                | 67.5%      |
| 6       | Austrália              | 64.6%      |
| 7       | Suécia                 | 62.9%      |
| 8       | Hong Kong              | 62.8%      |
| 9       | Reino Unido            | 62.2%      |
| 10      | Dinamarca              | 59.0%      |
| 11      | Irlanda                | 57.0%      |
| 12      | Israel                 | 56.6%      |
| 13      | Canadá                 | 56.4%      |
| 14      | Estados Unidos         | 56.4%      |
| 15      | Espanha                | 55.4%      |
| 16      | Suíça                  | 54.0%      |
| 17      | Nova Zelândia          | 53.6%      |
| 18      | Países Baixos          | 52.0%      |
| 19      | Taiwan                 | 50.8%      |
| 20      | Áustria                | 48.0%      |
| 21      | China                  | 46.9%      |
| 22      | Eslováquia             | 45.9%      |
| 23      | Finlândia              | 45.5%      |
| 24      | França                 | 42.3%      |
| 25      | Chéquia                | 41.6%      |
| 26      | Itália                 | 41.3%      |
| 27      | Alemanha               | 39.8%      |
| 28      | África do Sul          | 39.8%      |
| 29      | Filipinas              | 38.7%      |
| 30      | México                 | 36.8%      |
| 31      | Rússia                 | 36.2%      |
| 32      | Polónia                | 35.0%      |
| 33      | Malásia                | 34.5%      |
| 34      | Hungria                | 34.4%      |
| 35      | Bélgica                | 33.5%      |
| 36      | Grécia                 | 32.5%      |
| 37      | Portugal               | 32.1%      |
| 38      | Tailândia              | 31.0%      |
| 39      | Argentina              | 30.7%      |
| 40      | Turquia                | 29.6%      |
| 41      | Roménia                | 27.9%      |
| 42      | Brasil                 | 26.3%      |
| 43      | Japão                  | 24.7%      |
| 44      | Vietname               | 19.7%      |
| 45      | Índia                  | 16.8%      |
| 46      | Ucrânia                | 14.4%      |
| 47      | Indonésia              | 14.0%      |